# 17. Luftwaffen-Feld-Division
La 17. Luftwaffen-Feld-Division  (17e division de campagne de la Luftwaffe) a été l'une des principales divisions de la Luftwaffe allemande durant la Seconde Guerre mondiale.
Cette division a été formée en décembre 1942 dans la Luftgau VII.

À partir du 28 décembre 1942, la Division commence à faire mouvement vers la France dans la région de Coëtquidan. Le 7 janvier 1943, le transfert vers Coëtquidan est terminé. Le 7 février 1943, la division entreprend un deuxième transfert vers Bolbec qui se termine le 13 février 1943.
Comme plusieurs autres Luftwaffen-Feld-Division le 1er novembre 1943, la division est prise en charge par la Heer et est renommée 17. Feld-Division (L).

## Commandement

Drapeau du commandant d'une division aérienne.

| Début           | Fin             | Grade           | Nom                  |
| --------------- | --------------- | --------------- | -------------------- |
| Décembre 1942   | 25 janvier 1943 | Oberst          | Hans Korte           |
| 25 janvier 1943 | 30 octobre 1943 | Generalleutnant | Herbert Olbrich (en) |

## Chef d'état-major
| Début           | Fin             | Grade | Nom                                     |
| --------------- | --------------- | ----- | --------------------------------------- |
| 12 janvier 1943 | 31 octobre 1943 | Major | Gundolf Freiherr Schenk zu Schweinsberg |

## Rattachement
| Janvier 1943 - Février 1943 : |  | Reserve / Heeresgruppe D                     | basé sur la côte de la Manche française |
| Février 1943 - Mars 1943 :    |  | XXV. Armeekorps / Armeeoberkommando (AOK) .7 | basé sur la côte de la Manche française |
| Mars 1943 - Octobre 1943 :    |  | LXXXVI. Armeekorps / AOK .15                 | basé dans la zone du Havre              |

## Unités subordonnées
- Luftwaffen-Jäger-Regiment 33
- Luftwaffen-Jäger-Regiment 34
- Panzer-Jäger-Abteilung Luftwaffen-Feld-Division 17
- Luftwaffen-Artillerie-Regiment 17
- Luftwaffen-Pionier-Bataillon 17
- Aufklärungs-Zug Luftwaffen-Feld-Division 17
- Luftnachrichten-Kompanie Luftwaffen-Feld-Division 17
- Kommandeur der Nachschubtruppen Luftwaffen-Feld-Division 17

## Historique de la division
Cette division a été formée en 1942  par des hommes provenant d’unités de la Luftwaffe du LuftGau VII (Munich).
À priori, une partie ou toute la division fut initialement organisée et entrainée en Poméranie.
À l’origine, cette division fut l’une des 8 toutes nouvelles divisions  destinées à servir de division statique d’occupation en France et aux Pays-Bas.
L’OKW (Ober Kommando der Wehrmacht) avait dressé la liste des divisions  « Bodenstanding » (statiques). Il s’agissait de la 16e, 17e et 18e division de campagne de l’armée de l’air et 343e, 344e, 347e, et 346e division de l’armée de terre.
La première conséquence de ces désignations implique que les unités furent fort peu dotées d’engins de transport mécanisés. Leur mission se bornera donc à occuper  les défenses du mur de l’Atlantique et pour cela peu de transport est nécessaire puisqu’ils n’ont pas à bouger comme des formations d’infanterie régulière.
L’ajout significatif du titre de division « statique » est dû au fait qu’un grand pourcentage de soldats âgés ou réservistes était employé dans ces divisions.
Par ailleurs, ces hommes aux conditions physiques dégradées serviront plus efficacement s’ils n’ont pas à marcher ou être utilisés dans des unités régulières. L’âge moyen des soldats était de trente ans, car les hommes venaient des 250 000 hommes en surplus dans l’armée de l’air. Dans l’armée de terre, l’âge moyen des soldats dans les troupes statiques était de 38 ans.
Deux régiments de chasseurs furent alloués à la division, de trois bataillons chacun (Luftwaffen-Jager-regiment 33 et 34). C’était les standards pour les divisions de l’armée de l’air. Cette organisation sera appelée à changer lorsque l’armée de terre en reprendra le commandement. 
Un régiment d’artillerie fut aussi intégré à la division (Luftwaffen-artillerie-regiment 17), il était formé de trois bataillons d’artillerie. Il était courant dans les Feld Divisions que le troisième bataillon d’artillerie soit le bataillon anti-aérien divisionnaire. Ce régiment d’artillerie fut organisé à Arys, dans l’est de la Prusse.
Le reste de la division comprenait un bataillon du génie, un bataillon anti char et quelques petites unités comme une compagnie de transmissions ou une section de reconnaissance. Cette spécificité dans la taille était due au fait que la tâche de la division étant statique, elle ne nécessitait pas d’importants effectifs pour ces activités. Les unités de support classique étaient présentes elles aussi, compagnie administrative, compagnie de boucherie, etc. Il semble que cette organisation soit très répandue dans les Feld Division.
Le 28 décembre 1942, la 7e armée allemande désigna la ville de Coëtquidan en Bretagne comme quartier général de la 17e Feld Division. Le 2 janvier 1943, le premier train transportant le commandement arriva. Le jour suivant, 4 trains arrivèrent avec une partie des forces supplémentaires puis le 4, 7 nouveaux trains arrivèrent d’Allemagne. Le 5, 8 trains encore et le 6, 12 trains arrivèrent eux aussi. Le 7 janvier, le transport de la division était terminé.
Cela avait demandé en tout 32 trains de transport pour acheminer la division d’Allemagne en Bretagne en 4 jours et demi. En comparaison, le transfert de la 320e division d’infanterie avait nécessité 58 trains ! 
Cet élément de comparaison permet de relativiser la taille de la 17e FD par rapport à une division standard de l’armée de terre. Avec presque moitié moins d’hommes et de matériel, le qualificatif de brigade serait plus à propos que division. 
Cette remarque  trouve aussi sa source dans l’organisation de la division. Par ailleurs sa taille  reste une des plus petites de l’armée à cette époque. Même avec des renforts importants d’autres divisions de l’armée de l’air, aucune sauf à de brèves exceptions n’ont pas dépassé les 8 ou 9 000 hommes. Même dans l’organisation de la division, on peut faire cette comparaison.
La 17e FD fut mise sous le contrôle direct de la septième armée au mois de janvier 1943. Avant la fin du mois, elle fut réattribuée  au 25e corps d’armée. Un ordre du 7 février 1943 demande que la division se prépare à se transporter dans une zone située entre Dieppe et Le Havre pour y assurer la surveillance côtière, ce qui sera sa nouvelle tâche. 
Le jour suivant, les 4 premiers bataillons prennent la route. Le même jour, le commandant de la division rapporte qu’une recrue a été tuée lors d’un exercice et que 4 ont été blessées. Le 9, un détachement de travail de 4 bataillons est détaché et assigné à la 332e division d’infanterie.
Entre mars et octobre 43, la division est cantonnée à l’est du Havre, près de l’embouchure de la Seine. Le 10 février, la division se déplace à travers la zone contrôlée par la 15e armée et c’est à cette date qu’elle est officiellement sous les ordres de cette armée. Le 12 février, les premières unités arrivent sur la côte. Le 13, 20 sections se rendent au Havre. Même si la mission originale était la sécurisation des côtes, les villes du Havre et Dieppe ne furent jamais sous le commandement de l’unité. En fait ces villes qui étaient déclarées forteresses avaient leurs propres troupes de sécurité.
La formation et préparation au combat de la division étaient très pauvres. Il y avait peu d’officiers et sous-officiers avec l’expérience du terrain ni même de méthode d'entraînement pour instruire les recrues dans les compagnies d’infanterie. De façon à accélérer et améliorer l'entraînement de la division, on ordonna la 65e division d’infanterie de l’armée de terre de prendre en charge la formation du personnel. Cette unité avait déjà procédé avec succès à une expérience similaire avec la 44DI.  La 65 di envoya donc le dixième de son encadrement à la tâche, soit un commandant de bataillon d'infanterie, un commandant de bataillon d’artillerie, un commandant de compagnie de mitrailleuse, cinq chefs de section d’infanterie et quatorze chefs d’escouade. 
Ainsi durant l’été de 1943, tout en mettant en œuvre des centaines d’obstacles de plage et la surveillance de routine de la côte, la division entama tant bien que mal le rattrapage de sa formation opérationnelle en réalisant des exercices quand la charge de travail les rendait possibles.
Même si l’organisation Todt était chargée des plus gros ouvrages du mur de l’Atlantique voulu par Hitler, les troupes allemandes étaient responsables de l’édification des ouvrages de défense légers tels que les barricades, obstacles, chevaux de frises, champs de mines, etc.
Par exemple entre la 17e FD et son voisin la 346 DI un total de 250 000 obstacles anti invasion, complétés par des barbelés. Les hommes de la Luftwaffe construisirent aussi de nombreux bunkers et abris pour armes lourdes et mitrailleuses. La division acquit une grande expérience dans la fortification du mur de l’Atlantique tant et si bien que quand il fallut choisir l’emblème de la division, celui qui fut choisi parmi tous ceux qui furent proposés, fut celui qui symbolisait le mieux la mission de la division : une représentation simplifiée d’un obstacle anti invasion dans un écu divisionnaire.
Beaucoup de ces unités étaient en France temporairement pour se rétablir après les épreuves du front de Russie et étaient destinées à repartir. Trois mois plus tard, les forces allemandes dans la même zone étaient bien moins importantes.
Le 1er novembre, l’armée de terre prend en charge les divisions de campagne de l’armée de l’air qui sont encore opérationnelles et la nouvelle désignation de cette unité est 17. Feld Division (L). Aussitôt, beaucoup de changements interviennent : un troisième régiment fut mis sur pied en prélevant un bataillon dans chacun des régiments existants. Un bataillon de fusiliers fut également créé. Enfin, le bataillon anti aérien divisionnaire resta à la Luftwaffe et devint le 1er bataillon du Flak Rgt. 20.
Quelques sources établissent que le bataillon anti-char de la division ne comprenait pas plus de trois compagnies. La première était une compagnie de canon anti-tank porté de 75 mm. La seconde était une petite batterie de canons d’assaut de StuG III avec des canons anti-char de 75 mm. Chacun des deux bataillons d’artillerie contenait 12 canons. Même si certains purent être remplacés par la suite à l’origine le premier bataillon avait des canons de 155 mm tchèques et le premier des canons de 105 français.
Le 15 février 1944, le 47e Jager régiment fut finalement organisé et activé. En avril, un bataillon formé par des recrues du Caucase arriva dans la zone de la 17e et fut intégré en tant que 3e bataillon du Rgt 34. Cette unité était connue à l’origine comme «  Nordkaukasiche Infanterie bataillon 835 ». Quand la division fut envoyée vers le front, ce bataillon de volontaires issu de l’Union soviétique fut laissé en arrière. Un  rapport fait état de la transformation de cette unité en unité de construction. Elle aurait pu aussi fournir des recrues lors de la création du « Kaukasicher Waffen Verbande der SS » à la fin de 1944. Apparemment, un autre Rgt russe fut rattaché au Rgt d’artillerie de la division à ce moment. Cette unité était sous le commandement d’un officier allemand, le capitaine Keilig.  
En mai 1944, la division avait été capable d’établir une position défensive anti invasion sur une profondeur de 4 ou 5 km à partir des côtes.
Le quartier général de la division fut localisé à Auberville-la-Renault, à 14 km au nord-ouest de Bolbec. Le 1er juin 1944, la force de la 17e Feld Division atteignit 9543 hommes. Depuis novembre 1943, la division avait reçu un afflux d’officiers et sous-officiers de l’armée qui faisait espérer l’élévation du niveau de préparation de la division. Un de ces officiers était l’Oberstleutant Elmar Warning, qui était d’ailleurs l’officier d’opération de la division (Ia).
Warning avait servi avec le général Erwin Rommel en Afrique du nord. Rommel aurait relevé Warning de ses fonctions dans le commandement de l’Afrika korps en novembre 42 pour avoir remis en cause les décisions de Rommel. Celui-ci rendit visite à Warning dans son nouveau commandement le 16 juillet. Il envoya rapidement la 17e FD au combat pour évaluer ses capacités. Il ne fut pas impressionné, mais ces forces en Normandie perdaient en moyenne entre 2500 et 3000 hommes par jour, tués, blessés ou capturés. Depuis le D-Day, le total des pertes fut de 97 000 hommes et 225 chars. Depuis le 17 juillet, seulement 10 00 hommes et 17 tanks étaient arrivés en renfort aux troupes présentes en Normandie.
Le 23 juillet, la 17e FD assume le commandement temporaire du Havre qu’elle quittera pour le front la première semaine d’août 44. La percée des armées alliées avait précipité ce mouvement en dépit du fait que la division était sous-équipée en moyen de transport en tant que division statique. Elle utilisa tous les moyens disponibles motorisés et des moyens hippomobiles en nombre. Le résultat fut que la division ne put atteindre la ligne de front avant le 19 août.
Détruite au cours des engagements, les éléments rescapés de la division intégreront la 167e Volksgrenadier division en octobre 1944.